# Revista Intangible Capital
Intangible Capital es una revista científica multidisciplinar sobre patrimonio intangible, conocimiento y gestión organizativa.
La publicación nació el 1 de mayo de 2004 como una revista de acceso libre enmarcada dentro del management science y, dada la pluralidad de disciplinas que confluyen en el campo de investigación sobre las organizaciones, tiene carácter multidisciplinar. Los artículos se basan en enfoques cualitativos o cuantitativos, se plantean cuestiones metodológicas o conceptuales, constituyendo tanto aportaciones teóricas como empíricas y siguiendo metodologías inductivas, deductivas o abductivas. 
Principalmente se publican artículos de las siguientes áreas: 
- Dirección/Estrategia
- Recursos Humanos (RRHH)
- Educación
- Tecnologías de Información y Comunicación (TIC)
- Contabilidad/Finanzas
- Producción/Logística
- Derecho
- Marketing
- Ética empresarial.

Firmante de la Budapest Open Acces Iniciative, se publica bajo licencia Creative Commons siendo su único formato el digital (e-revista) y su idioma principal el castellano.